# Chen Barag Qi
Chen Barag Qi (stara chorągiew Barag; chiń. 陈巴尔虎旗; pinyin: Chén Bā’ěrhǔ Qí) – chorągiew w północno-wschodnich Chinach, w regionie autonomicznym Mongolia Wewnętrzna, w prefekturze miejskiej Hulun Buir. W 1999 roku liczyła 55 908 mieszkańców.